# چهار محله
چهار محله یک منطقهٔ مسکونی در افغانستان است که در ولایت بلخ واقع شده‌است.